# Cseh Menyhért
Cseh Menyhért (1813. január 3. – Micske, 1883. február 9.) katolikus pap, költő.

## Élete
Misés pappá szentelték 1836. október 8-án, azután Endrődön és Belényesen volt káplán; 1842-ben lett micskei plébános, később nyugalmazott lelkész.

## Munkái
Sziv-taps, melyet 1835 eszt. sz. Iván hava közepén a midőn ft. Rózsa Ferencz úr a n.-váradi sz. székes egyháznak kanonokjává neveztetnék, érzett. Nagyvárad, 1835. (Költemény.)